# Alexander Hysén
Alexander Hysén (* 12. Mai 1987) ist ein ehemaliger schwedischer Fußballspieler. Der Torwart ist Sohn des ehemaligen schwedischen Nationalspielers Glenn Hysén, sein älterer Bruder Tobias ist ebenfalls Fußballprofi.

## Werdegang
Hysén begann mit dem Fußballspielen bei Torslanda IK. Später wechselte der Torwart in die Jugend von BK Häcken, wo er 2005 als Ersatzmann von Christoffer Källqvist in den Profikader aufrückte. Für den Klub debütierte er in der Spielzeit 2006 in der Allsvenskan und kam auf zwei Erstligaspiele. Am Ende der Saison stieg er jedoch mit dem Klub in die Superettan ab. In der Mitte der folgenden Zweitligasaison konnte er den Stammplatz im Tor erkämpfen, verpasste aber als Tabellenvierter nur knapp die direkte Rückkehr in die schwedische Eliteliga. Am Ende der Spielzeit kam Hysén zu seinem Debüt in der schwedischen U21-Auswahl, als er bei der 0:3-Niederlage gegen die türkische U21-Nationalmannschaft für den etatmäßigen Stammtorhüter der Mannschaft Johan Dahlin in der Halbzeitpause eingewechselt wurde.
In der Zweitligaspielzeit 2008 musste Hysén seinen Platz zwischen den Pfosten an Källqvist abtreten, der in allen 30 Saisonspielen zum Einsatz kam und dem Klub zum Wiederaufstieg verhalf. Anschließend entschied er sich zum Vereinswechsel und ging zu GIF Sundsvall. Dort unterschrieb er einen Zwei-Jahres-Kontrakt. Beim Zweitligisten konnte er jedoch Stammtorhüter Fredrik Sundfors nicht verdrängen und musste auf der Ersatzbank Platz nehmen, einzig nach einem Platzverweis kam er in der Zweitliga-Spielzeit 2009 zu einem Kurzeinsatz. Daher entschied der Klub, ihn kurz vor Beginn der folgenden Spielzeit an den Drittligisten Östersunds FK zu verleihen. Mit der Mannschaft belegte er am Saisonende in der Division 1 einen Abstiegsplatz. In der Folge war er ohne Verein.